# Boterwaag (Amsterdam)

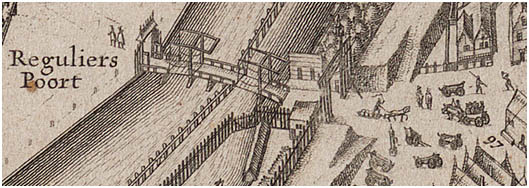
De houten Tweede Regulierspoort, gebouwd in 1587.

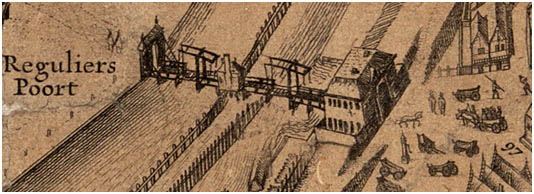
De stenen Derde Regulierspoort, gebouwd in 1655 en in 1669 omgebouwd tot Boterwaag.

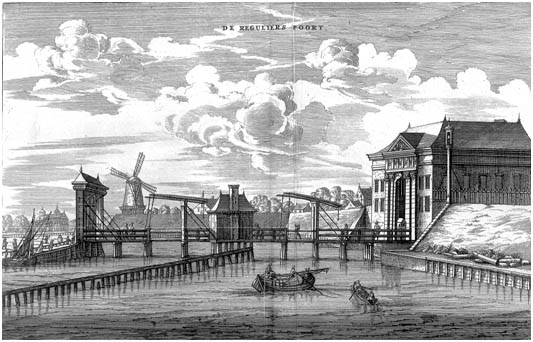
De Regulierspoort in Olfert Dappers Historische Beschryving der Stadt Amsterdam (1663).

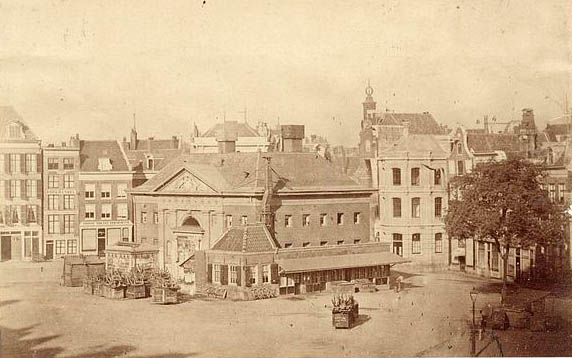
Foto van de Boterwaag in 1872, kort voor de sloop in 1874.

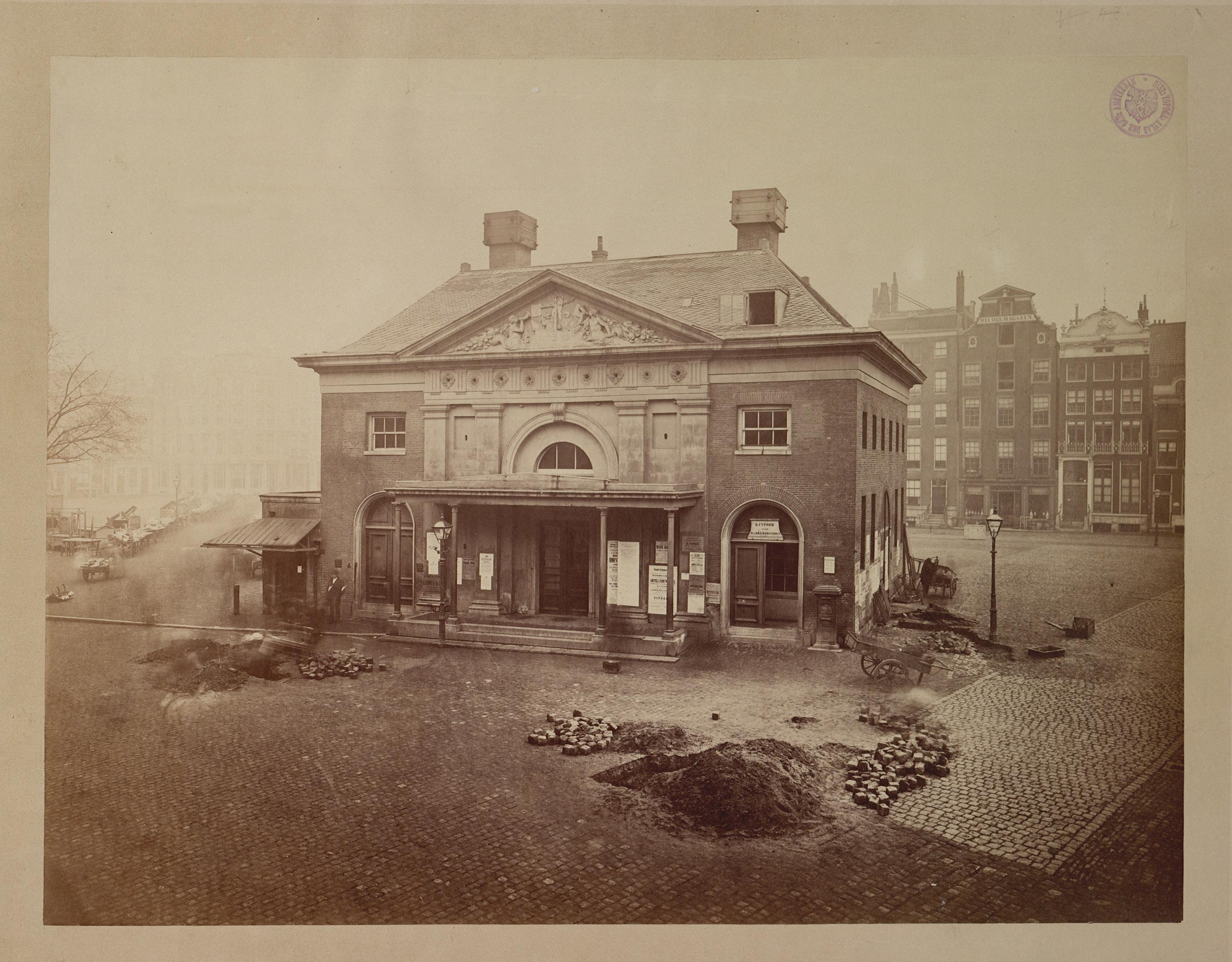
De Boterwaag door Pieter Oosterhuis kort voor de afbraak in 1874.

De Amsterdamse Boterwaag, ook Regulierswaag genoemd, stond op de Botermarkt, tegenwoordig het Rembrandtplein. Het gebouw werd tussen 1654 en 1655 gebouwd als Derde Regulierspoort en fungeerde, na door een verdere uitbreiding van Amsterdam zijn oorspronkelijke functie te hebben verloren, vanaf 1669 als botermarkt. Het gebouw werd in 1874 gesloopt.

## Geschiedenis
Als gevolg van de eerste uitleg van Amsterdam was de oude Regulierspoort, waar de Munttoren nog een overblijfsel van is, vanaf 1586 binnen de omwalling komen te liggen. In 1587 werd dan ook een nieuwe Regulierspoort gebouwd op wat het Reguliersplein ging heten, tegenwoordig het Rembrandtplein.
In 1593 werd in het kader van de tweede uitleg begonnen met het aanplempen van Vlooienburg, Uilenburg, Marken en Rapenburg. De stadsgracht werd hiervoor iets naar het zuidoosten verlegd, waardoor de nieuwe Regulierspoort in een rare hoek ten opzichte van de omwalling kwam te liggen. In 1635 werd desondanks besloten de Tweede Regulierspoort, samen met de Tweede Heiligewegspoort en de Tweede Sint Antoniespoort, opnieuw in steen op te trekken.
Hoewel snel werd aangevangen met de verbouwing van de Heiligewegspoort en de Sint Antoniespoort duurde het tot 1652 vooraleer Henrick Ruse een ontwerp voor derde, stenen Regulierspoort presenteerde. Dit ontwerp werd tussen 1654 en 1655 gerealiseerd, ondanks het feit dat de plannen voor de vierde uitleg, die de poort binnen de stadsomwalling zou brengen, al vergevorderd waren. In 1663, amper acht jaar na de verbouwing, was de uitleg gereed en de poort overbodig geworden.
Om te voorkomen dat de verbouw helemaal zou neerkomen op kapitaalvernietiging, werd in 1668 besloten dat per 1 januari 1669 de botermarkt van de Dam naar de Regulierspoort zou verhuizen.
Gebrek aan onderhoud betekende dat er in 1854, 1862 en 1864 stemmen opgingen in de gemeenteraad om de waag te slopen. Uiteindelijk werd dit besluit in 1866 genomen en werd het gebouw in 1874 gesloopt.